# کنزینگتون (گروه موسیقی)
کنزینگتون (به انگلیسی: Kensington)، گروه راک هلندی اهل اوترخت است که در سال ۲۰۰۵ تشکیل شد. گروه از آن زمان تاکنون دو ای‌پی و پنج آلبوم استودیویی منتشر کرده‌است.

## شکل‌گیری

### سالهای آغازین (۲۰۰۵–۲۰۰۸)
کنزینگتون در سال ۲۰۰۵ در مدرسه راهنمایی در زایست، توسط کاسپر استارولد، خواننده/گیتاریست، یان هکر، نوازنده گیتار بیس و لوکاس لنزلینک، درامر تشکیل شد. الوی یوسف خواننده/گیتاریست در سال ۲۰۰۶ به گروه پیوست. اولین انتشارات رسمی کنزینگتون در سال ۲۰۰۷ در Stuck in a Day Records ظاهر شد: تک آهنگ تبلیغاتی دو آهنگ An Introduction To... و کنزینگتون EP با پنج آهنگ. این EP خود تولید شده با خواننده فولکلور هلندی هسل ون در کویج در جزیره ترسخلینگ ضبط شد و توسط مارتین گرونولد در اوترخت میکس و مسترینگ شد. کنزینگتون EP نقدهای خوبی دریافت کرد، از جمله از سوی پلتفرم موسیقی هلندی MusicFromNL، اینگونه مورد تحسین و ستایش قرار گرفت: «گروه بدون زحمت، سبک‌ها و حالات مختلف را با هم ترکیب می‌کند تا صدایی جامع ایجاد کند. (. . .) کوارتت از اوترخت در این اولین نمایش پیچیدگی موسیقی را نشان می‌دهد. این پنج آهنگ مهارت، اصالت و موزیکال کنزینگتون را به نمایش می‌گذارند. این یک رکورد خوب، متنوع و جذاب است.» این گروه در سال ۲۰۰۷ چندین برنامه را با جشنواره ویترینی هلندی Popronde اجرا کرد، آنها همچنین در برنامه‌های تلویزیونی در کانال موسیقی هلندی TMF و در مجلات موسیقی آنلاین و چاپی مانند پلتفرم پاپ جایگزین 3VOOR12 ظاهر شدند.
در پایان سال ۲۰۰۷، لوکاس لنزلینک، درامر گروه تصمیم به ترک گروه گرفت. لنزلینک حس می‌کرد که دیگر جاه طلبی‌های او با هم گروهی‌هایش مطابقت ندارد. او توضیح داد که حرفه اش در موسیقی آن چیزی نبود که برای خودش تصور می‌کرد و می‌خواست روی پایان تحصیلاتش در دانشگاه تمرکز کند. نایلز وندنبرگ، درامر سابق گروه گریفین، پس از تست چند درامر جدید، در فوریه ۲۰۰۸ به کنزینگتون پیوست. نایلز جاه‌طلب و به عنوان یک «گزینش عالی» دیده می‌شود.
همراه با نایلز، گروه شروع به کار بر روی دومین EP خود کردند. این آلبوم با عنوان Youth در ۱۲ دسامبر ۲۰۰۸ توسط لیبل مستقل هلندی Snowstar Records منتشر شد. Youth نقدهای مثبتی از MusicFromNL دریافت کرد، که در میان دیگران، خلاقیت ساختارهای آهنگ و تولید صدای حرفه ای را ستود. Youth EP توجه چندین شرکت ضبط را به خود جلب کرد و گروه در نهایت با ئی‌ام‌آی، لیبلی که در بلندپروازی‌های گروه دخیل است، قرارداد بست.

ایستگاه رادیویی هلندی 3FM، کنزینگتون را در برنامه استعدادهای جدی خود قرار داد که هدف آن حمایت از استعدادهای محلی با ارائه پخش برنامه و میزبانی برنامه در سراسر کشور است. علاوه بر این، از کنزینگتون دعوت شد تا نقش حمایت کنندهٔ گروه‌های ریزرلایت، مای کمیکال رومنس و The Wombats برای نمایش‌هایشان در هلند باشد.

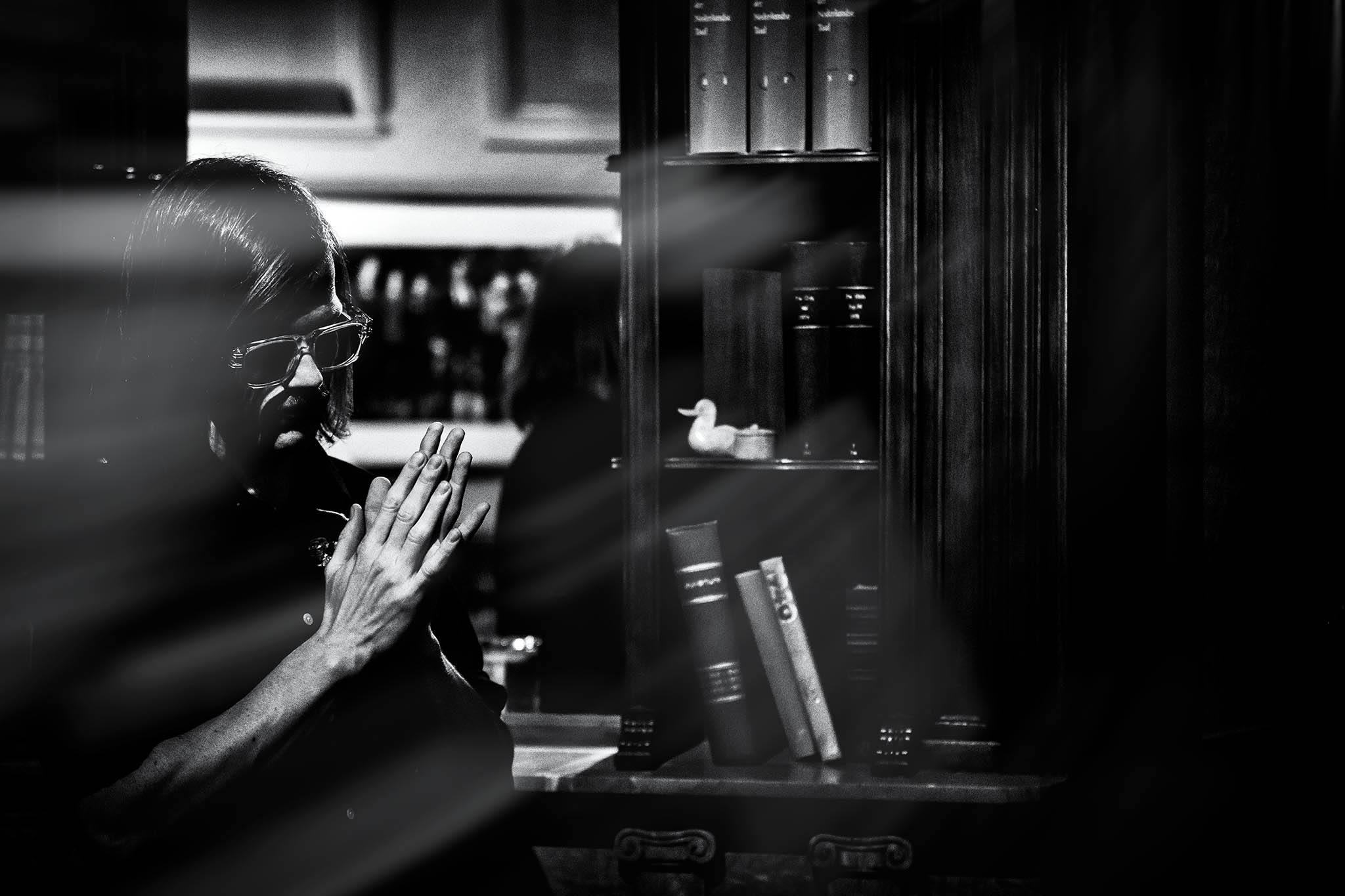
یان هکر
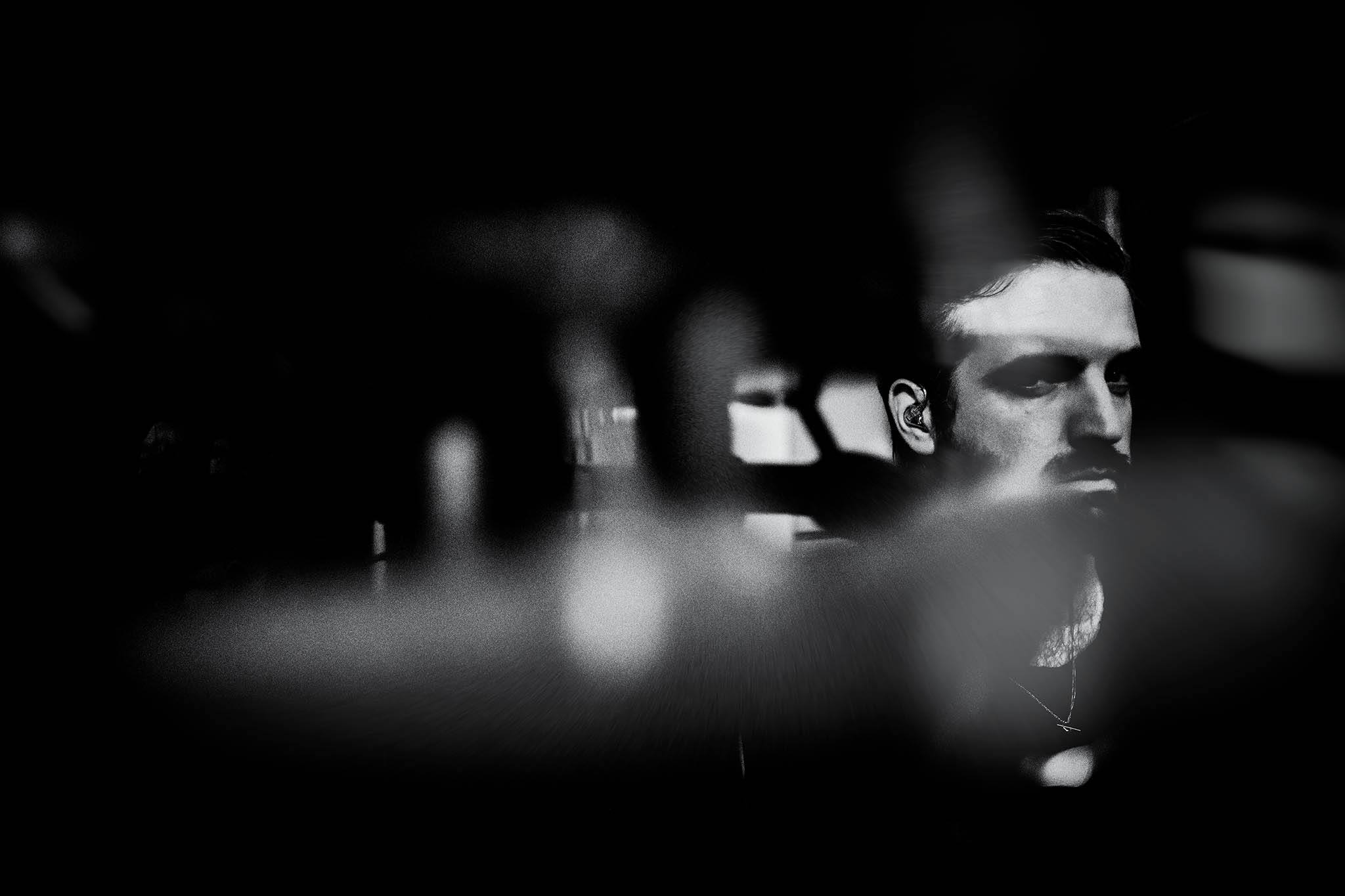
کاسپر استارولد
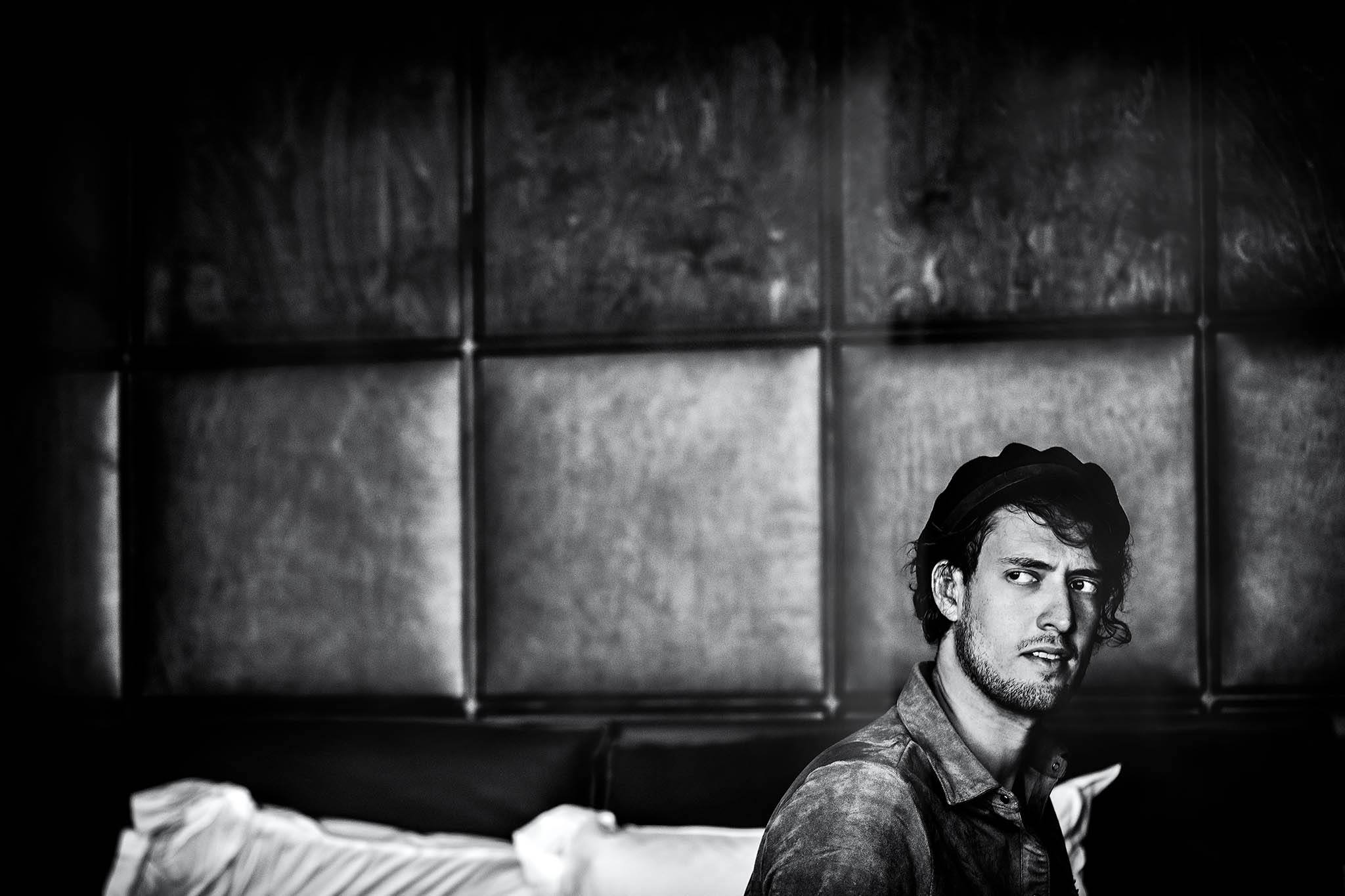
الوی یوسف
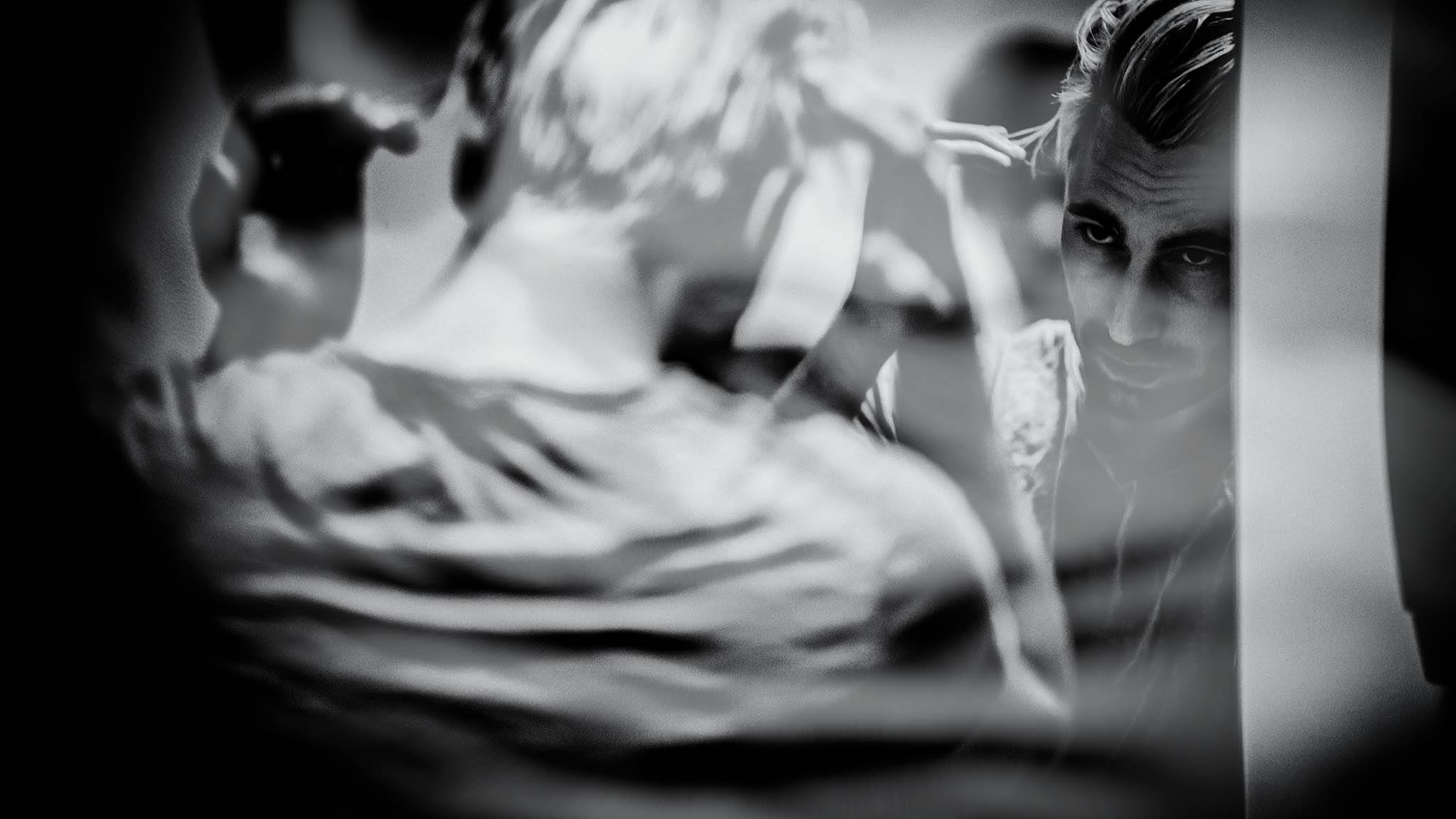
نایلز واندن برگ

### مرزها (۲۰۰۹–۲۰۱۱)
در تابستان ۲۰۰۹، کنزینگتون به لیدز سفر کرد تا کار بر روی اولین آلبوم کامل خود را با تهیه‌کننده جیمز کنوشا، در استودیو نیک بینز، کیبوردیست کایزر چیفز آغاز کند. این آلبوم با نام مرزها در ۱۷ ژوئیه ۲۰۱۰ منتشر شد. استاد جان دیویس است که با آرکتیک مانکیز نیز همکاری کرده‌است، در این آلبوم شرکت داشته‌است. اولین تک‌آهنگ، «جوانان»، پخش منظمی از شبکه‌های 3FM، MTV و TMF دریافت کرد و در جدول ۱۰۰ آهنگ برتر هلند در رتبه ۷۸ قرار گرفت انتشار Borders همچنین باعث شد که الوی یوسف به عنوان خواننده اصلی گروه تبدیل شود، که قبلاً در نسخه‌های پیشین گروه با کاسپر استارولد وظایف خوانندگی مشترک داشت. دومی تصمیم گرفت روی نواختن گیتار و خواندن بک وکال تمرکز کند. گروه بقیه سال ۲۰۱۰ را به همراه گروه پاپ پانک MakeBelieve و چندین گروه مکمل در تور هلند گذراند.
با انتشار تک آهنگ "Let Go" در مارس ۲۰۱۱، هشت اجرای دیگر اضافه شد. «رها کن» آهنگ جدیدی بود که در انتشار اولیه Borders گنجانده نشده بود، اما در آوریل ۲۰۱۱ به انتشار مجدد آلبوم در قالب دیجی‌پک اضافه شد. "Let Go" به عنوان مگاهیت 3FM برای هفته دوم آوریل انتخاب شد، که به این معنی بود که ایستگاه رادیویی به آهنگ پخش بیشتری داد. برای تور "Let Go"، گروه در مکان‌هایی مانند 013 Tilburg و در سالن اصلی Paradiso Amsterdam به عنوان حمایت از گروه پاپ انگلیسی Scouting For Girls اجرا کرد. بررسی‌ها برای نمایش‌ها خوب بود و کنزینگتون خود را به عنوان یک گروه زنده قوی تثبیت کرد.
در تابستان ۲۰۱۱، اکثریت زیادی از شنوندگان Kink FM به کنزینگتون رای دادند تا "سفیر جشنواره ملی سال ۲۰۱۱" شود. این عنوان شامل شکافی در جشنواره EXIT صربستان، یکی از بزرگ‌ترین جشنواره‌های تابستانی اروپا بود. گروه برای نواختن در جاوا Rockin'land در اندونزی نیز دعوت شد. در طول اقامت خود در اندونزی، آنها دو نمایش در جشنواره و یکی در Erasmushuis، مرکز فرهنگی هلند در جاکارتا اجرا کردند.
در ۱۱ اکتبر ۲۰۱۱، Borders در ایالات متحده و کانادا از طریق Zip Records، یک شرکت ضبط مستقل از سانفرانسیسکو منتشر شد. این رکورد همچنین در سراسر جهان در آیتونز در دسترس قرار گرفت. برای جشن انتشار Borders در آمریکای شمالی، گروه ویدیویی را برای "Let Go" منتشر کرد.
در ۲۵ اکتبر ۲۰۱۱، گروه "We Are the Young" را منتشر کرد، اولین تک آهنگ از دومین آلبوم استودیویی آینده خود. این آهنگ در استودیوی YouGuysMusic تهیه‌کننده نیلز زویدرهوک در برلین ضبط شد و توسط Cenzo Townshend در لندن میکس شد. در اوایل نوامبر، آنها به شهر نیویورک دعوت شدند، جایی که کارهای تبلیغاتی برای Zip Records انجام دادند و نمایشی را در Cutting Room، یک مکان موسیقی در منهتن، اجرا کردند. گروه همچنین چند مصاحبه رادیویی برای ایستگاه‌های رادیویی کالج «تونل آتلانتیک» و «رادیو دهکده شرقی» انجام داد، و در برنامه تلویزیونی Cognac Wellerlane The Long Island Exchange ظاهر شد.

### کرکس‌ها (۲۰۱۲–۲۰۱۳)
کنزینگتون از ماه‌های اول سال ۲۰۱۲ برای تکمیل آلبوم دوم خود، کرکس‌ها استفاده کرد. گروه برای ماه فوریه و مارس یک تور برنامه‌ریزی کرده بود اما آن را تا آوریل به تعویق انداخت تا بتواند بیشتر روی آهنگ‌ها کار کند و به طرفداران خود فرصت گوش دادن به آلبوم را قبل از شروع تور بدهد. در نهایت، ثابت شد که انتشار آلبوم قبل از شروع تور غیرممکن است، اما گروه جلسات گوش دادن در اتاق رختکن را برای گروهی از طرفداران منتخب ترتیب داد، که این شانس را داشتند که برخی از قطعات آلبوم را قبل از دیگران بشنوند.
۶ آوریل ۲۰۱۲ شاهد انتشار دومین تک آهنگ از Vultures , "Send Me Away" در یونیورسال موزیک بودیم.
گروه دو نامزدی در جوایز 3FM ۲۰۱۲ در بخش‌های «جایزه استعداد جدی»، که توسط هیئت داوران اهدا می‌شود، و «بهترین هنرمند راک»، که بر اساس رای طرفداران است، دریافت کرد.
Vultures در ۱۱ مه ۲۰۱۲ منتشر شد. این آلبوم توسط کنزینگتون و Niels Zuiderhoek تهیه شده و توسط Cenzo Townshend که به دلیل همکاری با گروه‌هایی مانند ادیتورز، اسنو پاترول و یوتو مشهور است، میکس شده‌است. مسترینگ این آلبوم در نیویورک توسط استیو فالون انجام شد. مجله موسیقی هلندی OOR، این آلبوم را "بهترین آلبوم هلندی سال ۲۰۱۲" نامید، و سایر رسانه‌ها موسیقی بین‌المللی آلبوم را تحسین کردند.
در ۱۰ ژوئیه ۲۰۱۲، گروه سومین تک آهنگ را به نام "No Way Out" منتشر کرد، ویدئویی که مایکل کولتز، بازیگر هالیوود و آنا آرائوخو، سوپر مدل برزیلی، در آن حضور داشتند. این ویدئو در ژوئن در لندن فیلمبرداری شد و توسط جوریان و بوریس بوئیج، فیلمسازان هلندی مستقر در لندن تهیه شد.
کنزینگتون در طول تابستان ۲۰۱۲ چندین جشنواره موسیقی مانند جشنواره تابستانی هند را اجرا کرد. گروه باقیمانده سال را در تور کشور در بزرگ‌ترین تور تا به امروز گذراند. تور کلوپ Vultures دارای ۱۸ تاریخ بود که تقریباً نیمی از آنها از قبل به فروش رسیدند، از جمله محل زادگاه تیوولی اوترخت.

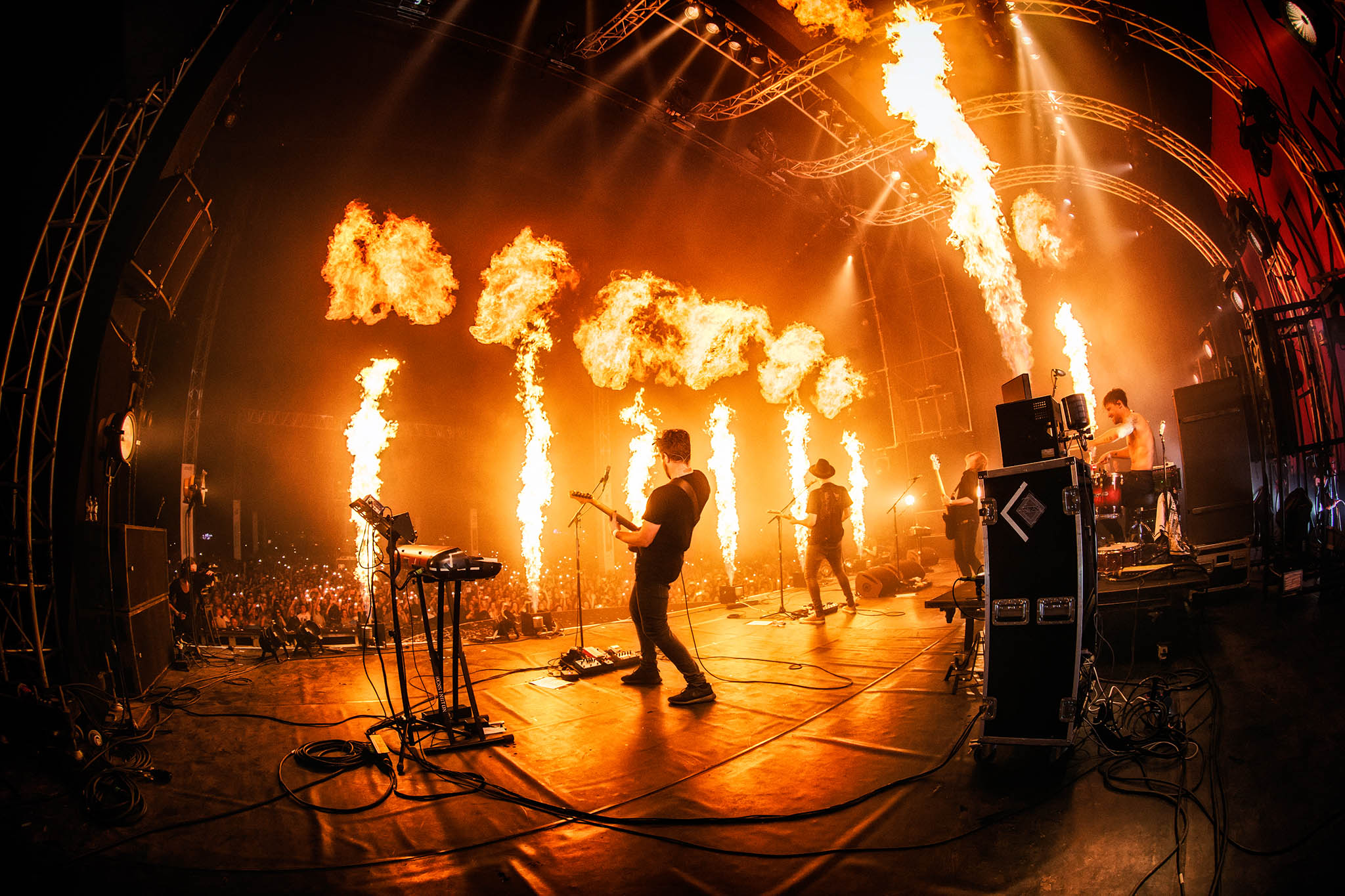
اجرای زنده کنزینگتون در جشنواره Appelpop

در ۲۰ نوامبر، گروه اعلام کرد که Vultures در آلمان، بلژیک، اتریش، سوئیس و کره جنوبی منتشر خواهد شد. نسخه بین‌المللی در ۱۱ ژانویه ۲۰۱۳ از طریق یونیورسال میوزیک منتشر شد. این شامل آهنگی به نام «دوباره خانه» بود که قبلاً منتشر نشده بود که در تبلیغات کمپین زمستانی جک وولفسکین به نمایش درآمد. این آهنگ محبوب شد و در نهایت به صورت تک آهنگ نیز منتشر شد. در آخرین نمایش تور کرکس‌ها در تیوولی اوترخت، گروه یک ویدیو برای این آهنگ فیلمبرداری کرد. این فیلم توسط بوریس بوئیج کارگردانی و تدوین شده‌است.
کنزینگتون سال ۲۰۱۳ را با یازده اجرا در جشنواره Eurosonic Noorderslag و یک تور کوتاه مدت ۵ توقفه در هلند در ماه مارس و آوریل آغاز کرد. این گروه همچنین با باشگاه سینمای دو در و گروه راک هلندی کین برنامه اجرا کرد. آن‌ها در آن تابستان چندین فستیوال بزرگ از جمله Pinkpop و Zwarte Cross در هلند، Sziget در مجارستان، Stonerock در آلمان و Openair Gampel در سوئیس اجرا کردند.
در سال ۲۰۱۴ گروه موسیقی متن فیلم بی پروا (نام هلندی: Bloedlink) را ساخت.

### Control , Time و Unplugged (2016–اکنون)
در ۲۸ اکتبر ۲۰۱۶، کنزینگتون چهارمین آلبوم خود را با نام کنترل (پس از Rivals که در سال ۲۰۱۴ منتشر شد) منتشر کرد.
تک آهنگ اصلی آلبوم، "Do I Ever" در ۱ سپتامبر ۲۰۱۶ منتشر شد. موزیک ویدیوی این آهنگ نیز بعداً منتشر شد.
در ۱ نوامبر ۲۰۱۶، گروه دومین تک آهنگ "Sorry" را منتشر کرد و موزیک ویدیو در همان روز منتشر شد.
در ۱۰ مارس ۲۰۱۷، گروه سومین تک آهنگ "Bridges" را با موزیک ویدیو در همان روز منتشر کرد.
در ۱۵ نوامبر ۲۰۱۹، کنزینگتون پنجمین آلبوم استودیویی خود را با عنوان زمان منتشر کرد. تک‌آهنگ اصلی آلبوم، «خفاش‌ها» در ماه مه منتشر شد، و پس از آن «What Lies Ahead» در ماه اوت منتشر شد.
در ۱۲ نوامبر ۲۰۲۱، الوی یوسف جدایی خود را از گروه اعلام کرد. به نظر می‌رسید الوی در مورد آینده گروه نظرات متفاوتی داشت. در سپتامبر ۲۰۲۲ کنزینگتون آخرین بار با الوی یوسف اجرا خواهد کرد.
در ۲۶ نوامبر ۲۰۲۱، کنزینگتون آلبوم زنده Unplugged (Live) را منتشر کرد.

## ترانه‌شناسی

### آلبوم‌های استودیویی
| عنوان    | جزئیات آلبوم                                                                       | رتبه در جداول | رتبه در جداول | رتبه در جداول |
| عنوان    | جزئیات آلبوم                                                                       | NLD           | BEL (FL)      | SWI           |
| -------- | ---------------------------------------------------------------------------------- | ------------- | ------------- | ------------- |
| Border   | - تاریخ انتشار: ۱۶ ژوئیه ۲۰۱۰ - ناشر: Bladehammer - فرمت‌ها: CD، LP، دانلود دیجیتال | ۶۷            | -             | -             |
| Vultures | - تاریخ انتشار: ۱۱ مه ۲۰۱۲ - ناشر: یونیورسال - فرمت‌ها: CD، LP، دانلود دیجیتال      | ۶             | -             | -             |
| Rivals   | - تاریخ انتشار: ۸ اوت ۲۰۱۴ - ناشر: یونیورسال - فرمت‌ها: CD، LP، دانلود دیجیتال      | ۱             | ۴۷            | -             |
| Control  | - تاریخ انتشار: ۲۸ اکتبر ۲۰۱۶ - ناشر: یونیورسال - فرمت‌ها: CD، LP، دانلود دیجیتال   | ۱             | ۲۶            | -             |
| Time     | - تاریخ انتشار: ۱۵ نوامبر ۲۰۱۹ - ناشر: یونیورسال - فرمت‌ها: CD, LP، دانلود دیجیتال  | ۱             | ۳۴            | ۶۶            |

### آلبوم‌های تألیفی
| عنوان             | جزئیات آلبوم                                                                   | رتبه در جدول |
| عنوان             | جزئیات آلبوم                                                                   | NLD          |
| ----------------- | ------------------------------------------------------------------------------ | ------------ |
| بزرگ‌ترین بازدیدها | - تاریخ انتشار: ۲۶ اوت ۲۰۲۲ - ناشر: یونیورسال - فرمت‌ها: CD, LP، دانلود دیجیتال | ۱            |

### آلبوم‌های زنده
- Unplugged (زنده) (۲۰۲۱)

### EPs
- مقدمه ای بر… (۲۰۰۶)
- کنزینگتون (nl) (2007)
- جوانان (nl) (2008)

### تک اهنگ‌ها
| تک آهنگ‌ها                | سال  | رتبه در جداول      | رتبه در جداول   | رتبه در جداول    | رتبه در جداول | رتبه در جداول | آلبوم                            |
| تک آهنگ‌ها                | سال  | NLD Single Top 100 | NLD Mega Top 50 | NLD Dutch Top 40 | BEL (FL)      | BEL (WA)      | آلبوم                            |
| ------------------------ | ---- | ------------------ | --------------- | ---------------- | ------------- | ------------- | -------------------------------- |
| "Youth"                  | ۲۰۱۰ | ۷۸                 | —               | —                | —             | —             | Borders                          |
| "When It All Falls Down" | ۲۰۱۱ | —                  | —               | —                | —             | —             | Borders                          |
| "Let Go"                 | ۲۰۱۱ | ۷۴                 | ۳۲              | —                | —             | —             | Borders                          |
| "We Are the Young"       | ۲۰۱۱ | —                  | —               | —                | —             | —             | Vultures                         |
| "Send Me Away"           | ۲۰۱۲ | —                  | —               | —                | —             | —             | Vultures                         |
| "No Way Out"             | ۲۰۱۲ | —                  | —               | —                | —             | —             | Vultures                         |
| "Don't Look Back"        | ۲۰۱۲ | —                  | ۳۹              | —                | —             | —             | Vultures                         |
| "Home Again"             | ۲۰۱۳ | ۴۰                 | ۱۱              | ۳۳               | ۶۳            | —             | Vultures (International Edition) |
| "Ghosts"                 | ۲۰۱۳ | —                  | ۴۱              | —                | —             | —             | Vultures                         |
| "Streets"                | ۲۰۱۴ | ۱۹                 | ۱۱              | ۲۲               | ۵۲            | —             | Rivals                           |
| "All for Nothing"        | ۲۰۱۴ | ۵۱                 | ۲۴              | ۳۵               | ۴۷            | —             | Rivals                           |
| "War"                    | ۲۰۱۴ | ۱۳                 | ۵               | ۷                | ۵۴            | ۸۱            | Rivals                           |
| "Riddles"                | ۲۰۱۵ | ۵۱                 | ۲۰              | ۲۳               | ۵۸            | —             | Rivals                           |
| "Done with It"           | ۲۰۱۵ | ۵۷                 | ۳۴              | ۱۹               | —             | —             | Rivals                           |
| "Do I Ever"              | ۲۰۱۶ | ۳۱                 | ۶               | ۱۴               | ۷۵            | —             | Control                          |
| "Sorry"                  | ۲۰۱۶ | ۲۶                 | ۶               | ۱۵               | —             | —             | Control                          |
| "Bridges"                | ۲۰۱۷ | —                  | ۲۰              | ۳۰               | —             | —             | Control                          |
| "Fiji"                   | ۲۰۱۷ | ۹۷                 | ۲۸              | ۳۱               | —             | —             | Control                          |
| "Slicer"                 | ۲۰۱۸ | —                  | —               | —                | —             | —             | Control                          |
| "Bats"                   | ۲۰۱۹ | —                  | —               | ۳۳               | —             | —             | Time                             |
| "What Lies Ahead"        | ۲۰۱۹ | ۷۶                 | —               | ۲۳               | —             | —             | Time                             |
| "Uncharted"              | ۲۰۱۹ | ۳۱                 | —               | ۱۰               | —             | —             | Time                             |